# Fortuna Sittard
Fortuna Sittard er en hollandsk fodboldklub beliggende i byen Sittard i den sydlige provins Limburg.
Fortuna Sittard spiller i den hollandske liga Eredivisie.